# Ford Ixion
Ford Ixion – samochód osobowy typu minivan klasy kompaktowej produkowany pod amerykańską marką Ford w latach 1999 – 2007.

## Historia modelu

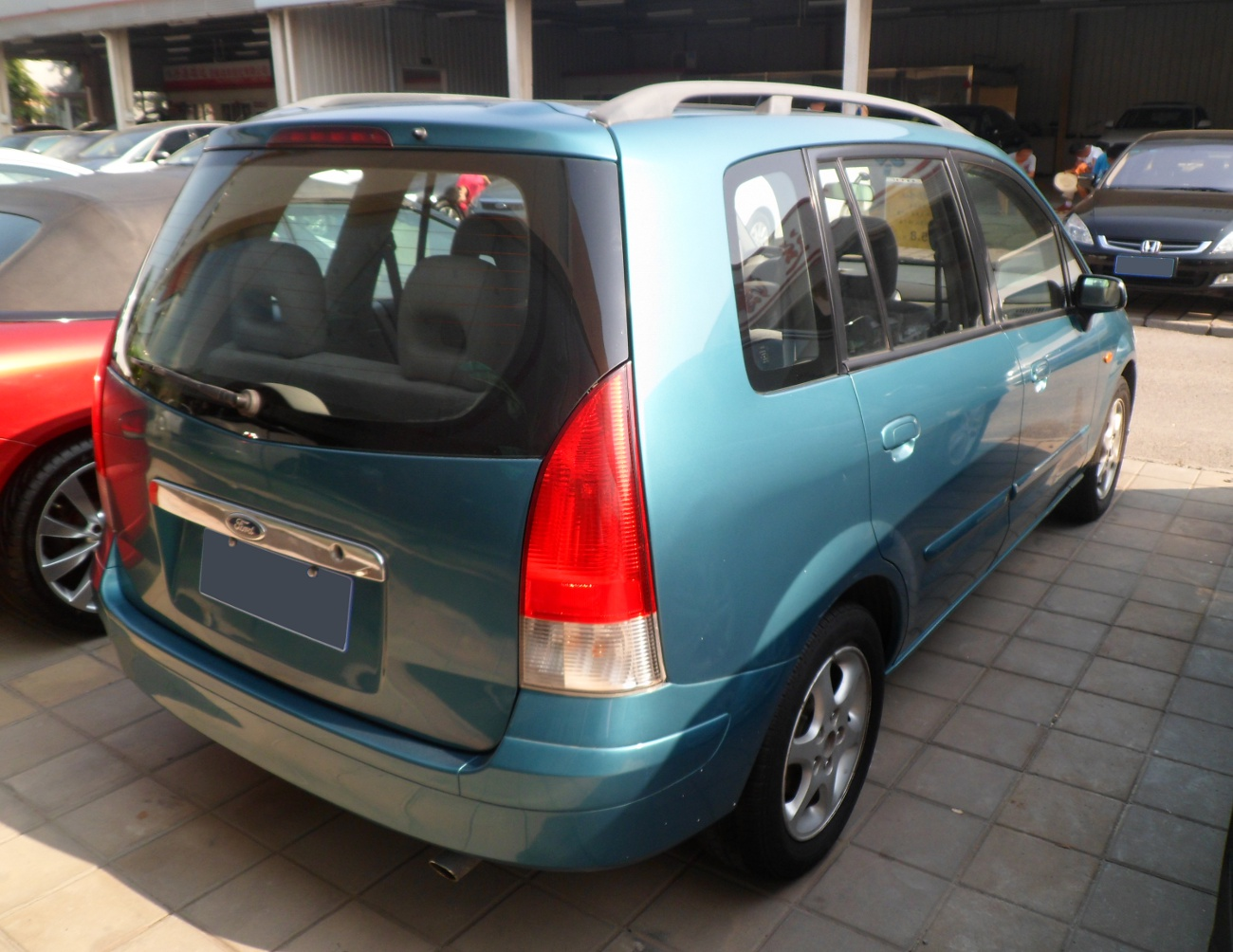
Ford Ixion - tył

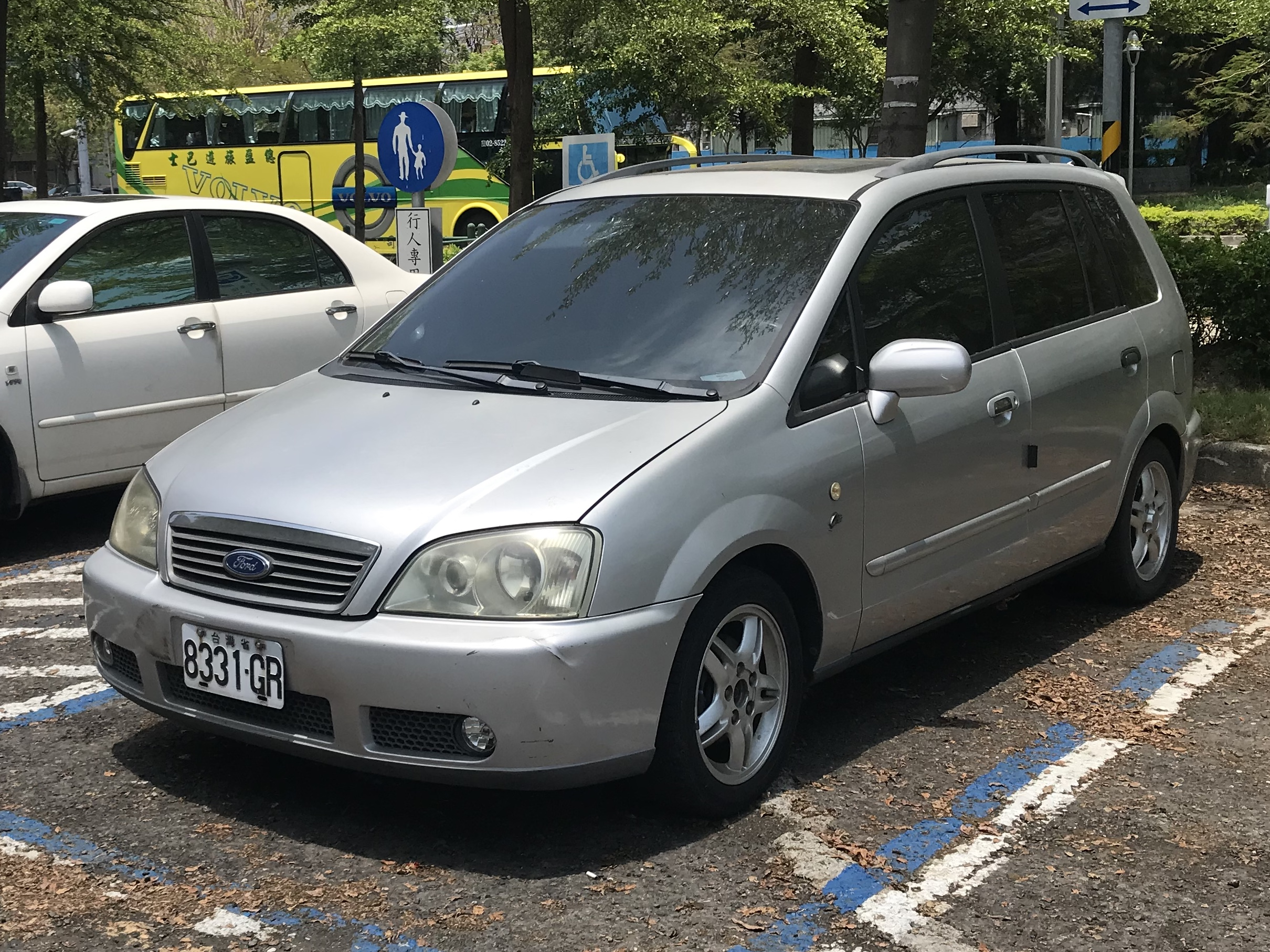
tajwański Ford Ixion MAV

W maju 1999 roku japoński oddział Forda postanowił rozbudować swoją ofertę modelową o kolejny model zbudowany w ramach szeroko zakrojonego partnerstwa z Mazdą. W ten sposób powstał kompaktowy minivan Ixion, bliźniacza konstrukcja wobec Mazdy Premacy, z którą był równolegle oferowany na wybranych rynkach Azji Wschodniej. Poza lokalnym rynkiem japońskim, samochód oferowano także w Chinach.

### Wersja tajwańska
Równolegle na rynku tajwańskim, lokalny oddział Forda opracował głęboko zmodyfikowanego Ixiona MAV na potrzeby wewnętrznego rynku. Tutejszy wariant kompaktowego minivana różnił się innym wyglądem zarówno pasa przedniego, jak i tylnego. Ponadto, produkcja tego modelu trwała tutaj dłużej - aż do 2007 roku, kiedy to zastąpił go model I-Max.

### Silnik
- L4 1.8l GF-CP8WF